# Milkias Kudus
Milkias Kudus, né le 26 août 2003, est un coureur cycliste érythréen.
En 2023, il est vice-champion d'Afrique en contre-la-montre par équipes.

## Palmarès

### Par année
- 2021
  -  Champion d'Érythrée du contre-la-montre juniors
- 2022
  - 2e du championnat d'Érythrée sur route espoirs
- 2023
  -  Médaillé d'argent du championnat d'Afrique du contre-la-montre par équipes

### Classements mondiaux
| Année                                 | 2022 | 2023  |
| ------------------------------------- | ---- | ----- |
| Classement mondial                    | 984e | 1847e |
| UCI Africa Tour                       | 46e  | nc    |
|                                       |      |       |
| Légende : nc = non classéSource : UCI |      |       |